# Mashimo
Mashimo leleupi es una especie de araña araneomorfa de la familia Dictynidae. Es la única especie del género monotípico Mashimo.  

## Distribución
Es originaria de Zambia.